# جنگل‌های بارانی معتدل خاور دور روسیه

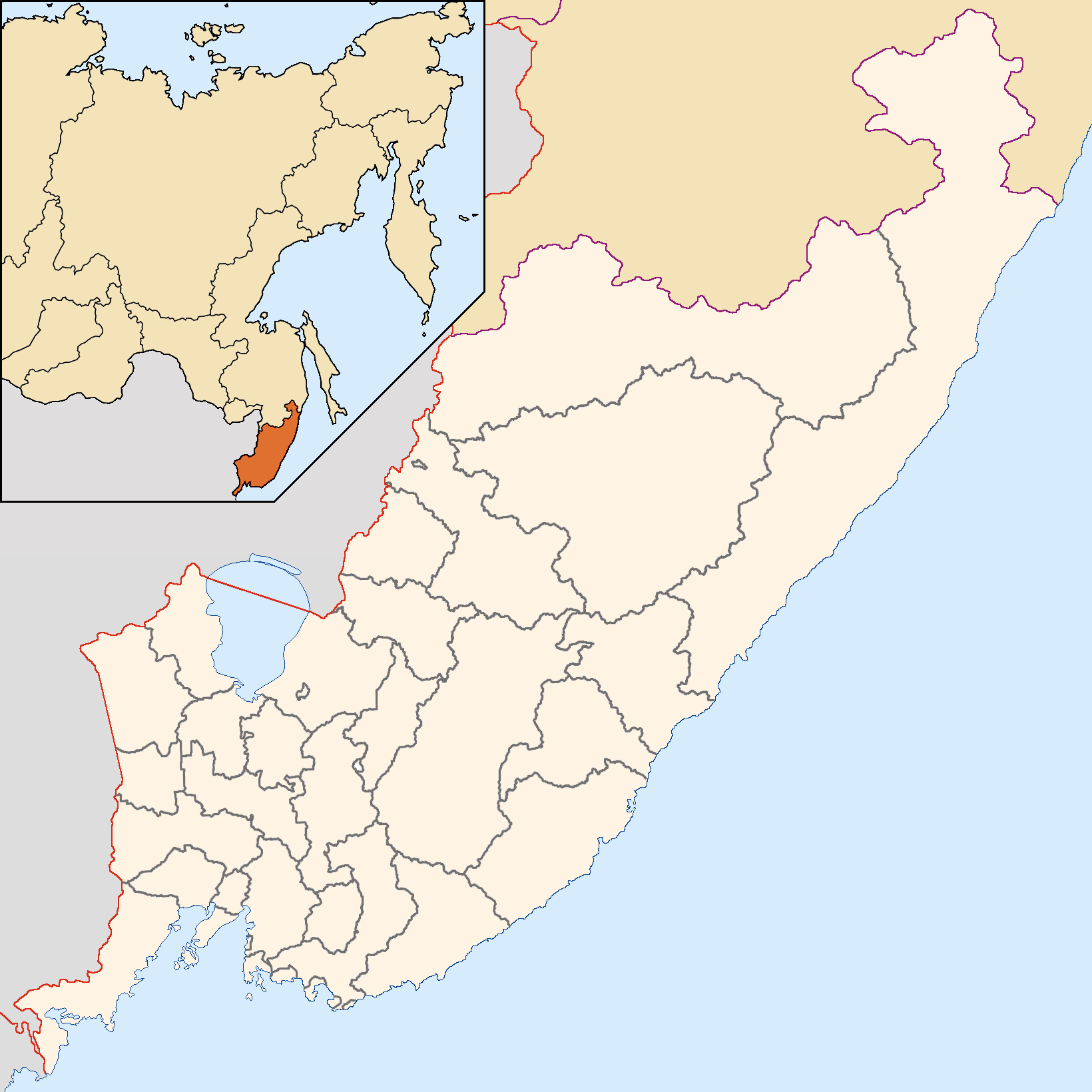
نقشه سرزمین پریمورسکی

جنگل‌های بارانی معتدل خاور دور روسیه در قلمرو فدرال روسیه ، سرزمین پریمورسکی و سرزمین خاباروفسک قرار دارند و رشته‌کوه سیخوت-آلین را در بر می‌گیرند. این منطقه که در فدراسیون روسیه واقع شده است، یکی از پربارترین و متنوع‌ترین جنگل‌های جهان است و همچنین یکی از بالاترین تراکم‌های گونه‌های در معرض خطر انقراض در زمین را در خود جای داده است. در حالی که اکثر جنگل‌های بارانی معتدل در سراسر جهان تنها بخشی از محدوده تاریخی خود را حفظ کرده‌اند، این جنگل‌ها بخش عمده‌ای از محدوده سابق خود و تقریباً تمام تنوع زیستی تاریخی خود را حفظ کرده‌اند. این منطقه همچنین به دلیل داشتن آخرین منطقه بزرگ باقی‌مانده از زیستگاه‌های مناسب برای ببر آمور و پلنگ آمور که در معرض خطر انقراض هستند، قابل توجه است.

## تاریخچه

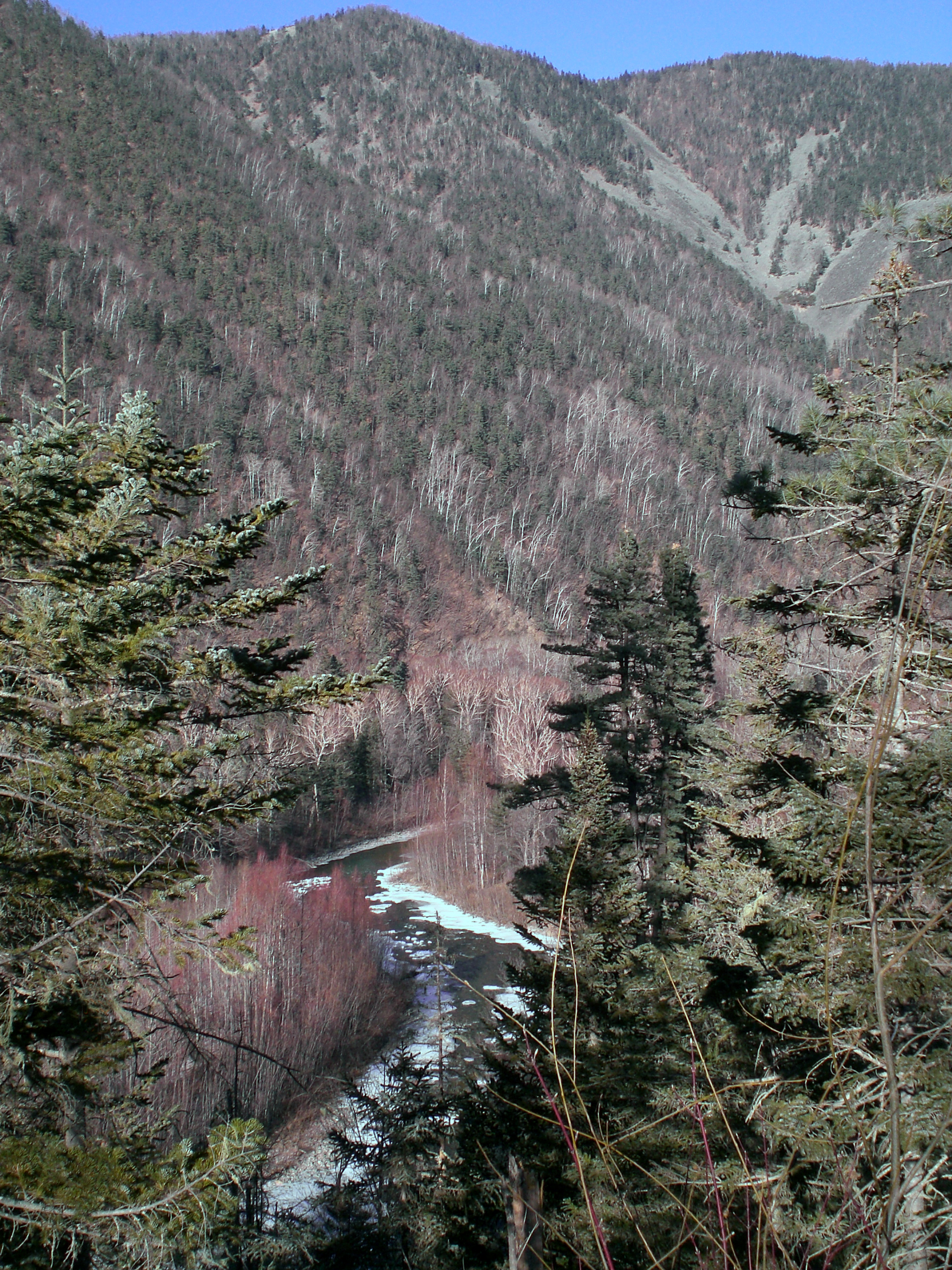
دره ماکسیموکا

فدراسیون روسیه یک ششم از خشکی‌های جهان را در خود جای داده است و حدود نیمی از خاک این کشور را می‌توان بیابان‌های پیوسته در نظر گرفت، با وسعت زیادی از جنگل‌های شمالی که زیستگاهی نسبتاً دست‌نخورده برای تنوع بسیار گسترده‌ای از گونه‌ها فراهم می‌کند. جنگل‌های بارانی معتدل در تقاطع صفحه تکتونیکی اقیانوس آرام و صفحه قاره اوراسیا در جنوب شرقی روسیه واقع شده‌اند و منطقه‌ای با مجموعه‌ای منحصر به فرد از ویژگی‌هایی را تشکیل می‌دهند که در هیچ جای دیگر جهان دیده نمی‌شود. در طول آخرین حداکثر یخبندان، این منطقه پوشیده از یخ نبود و امکان توسعه یک اکوسیستم پیچیده حاوی گونه‌هایی با منشأ جنگل‌های شمالی سیبری و جنگل‌های نیمه‌گرمسیری منچوری را فراهم می‌کرد. از نظر تاریخی، این جنگل‌ها از سواحل جنوب شرقی اقیانوس آرام روسیه، کره شمالی و تا شمال چین امتداد داشتند، با این حال، توسعه زیاد انسانی (به ویژه در چین) این جنگل را به محدوده فعلی خود در خاور دور روسیه محدود کرده است. در سال ۲۰۰۱، یونسکو منطقه‌ای به مساحت ۱٫۵ میلیون هکتار از جنگل‌های بخش مرکزی کوه‌های سیخوت-آلین را به عنوان میراث جهانی در روسیه به رسمیت شناخت و از این منطقه به عنوان یکی از منحصر به فردترین و ارزشمندترین مناطق جنگلی دست نخورده در جهان یاد کرد.

## جغرافیا
این جنگل‌ها در سراسر رشته‌کوه سیخوت-آلین پراکنده شده‌اند که بیش از ۱۰۰۰ کیلومتر در امتداد ساحل غربی دریای ژاپن امتداد دارد. حداکثر ارتفاع این کوه‌ها ۱۸۵۰ متر است، در حالی که میانگین ارتفاع در این رشته‌کوه حدود ۱۰۰۰ متر است. رودخانه‌های اصلی شامل اوسوری است که به عنوان مرز غربی با چین عمل می‌کند و به رودخانه آمور می‌ریزد که به نوبه خود به سمت شمال شرقی جریان دارد و به دریای اوخوتسک می‌ریزد. رودخانه‌های بیکین و ایمان به عنوان شاخه‌های اوسوری عمل می‌کنند و از رشته‌کوه سیخوت-آلین به سمت غرب جریان دارند.

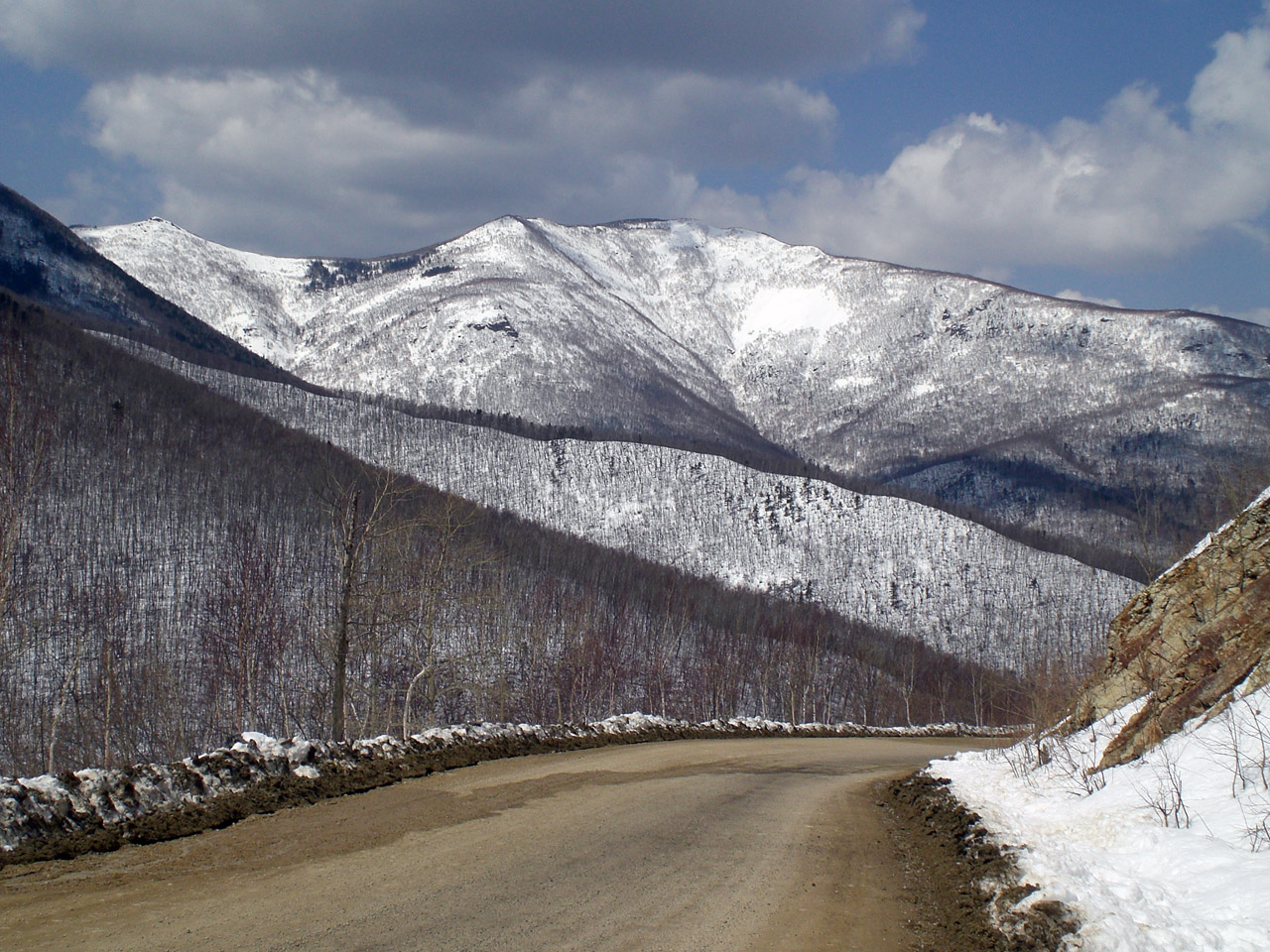
رشته کوه سیخوت-آلین در زمستان

## آب و هوا
این منطقه از روسیه که با نام «اوسوری تایگا» شناخته می‌شود، زمستان‌های طولانی و سرد و تابستان‌های نسبتاً معتدلی دارد و میانگین بارندگی آن ۸۰۰ تا ۱۰۰۰ درجه سانتیگراد است. میلی‌متر در سال. در طول تابستان و پاییز، نفوذ بادهای موسمی ، طوفان‌های گرمسیری و تایفون‌ها را از جنوب شرقی به همراه می‌آورد و منجر به بارندگی قابل توجه می‌شود. مه در نتیجه اختلاف دما بین قاره و اقیانوس ایجاد می‌شود و منجر به دمای معتدل‌تر و رطوبت بالاتر می‌شود که به جلوگیری از هدررفت قابل توجه آب به دلیل تبخیر و تعرق کمک می‌کند. بادهای قاره‌ای که از سیبری می‌آیند، در طول زمستان هوای خنک‌تر و خشک‌تری را به همراه می‌آورند و منجر به بارندگی کمتر (۳۰–۵۰) می‌شوند. سانتی‌متر برف). زمستان‌ها می‌توانند طولانی و بسیار سرد باشند و میانگین دمای ژانویه از ۱۵- تا ۲۰- متغیر است. دمای هوا از اکتبر تا آوریل به دلیل بارش برف، کف جنگل را پوشانده است. خشک‌ترین زمان‌های سال از آوریل تا ژوئن و از سپتامبر تا اکتبر است که اتفاقاً با بیشترین خطر آتش‌سوزی جنگل همزمان می‌شود.

## گونه‌ها
این جنگل‌ها در منطقه انتقالی بین دو زیست‌بوم قرار دارند: جنگل‌های جنگلی جنوب آسیا و جنگل‌های مخروطی شمال. حدود ۲۵۰۰ گونه از گیاهان عروقی و ۳۰۰ گونه مهره‌دار در سرزمین پریمورسکی ثبت شده است.

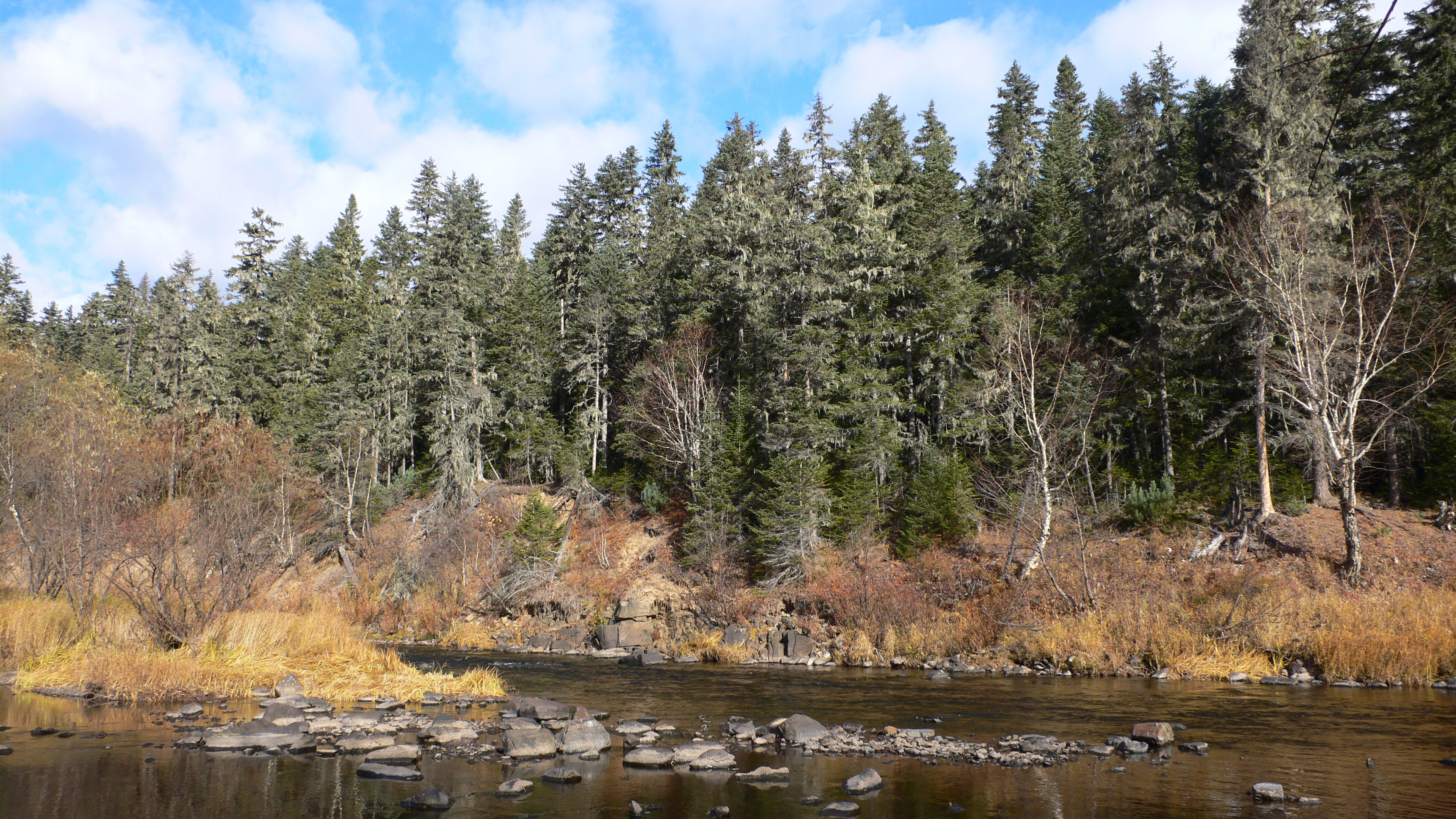
جنگل مخلوط کاج کره‌ای و صنوبر جزو در امتداد رودخانه بیکین.

## ساختار جنگل و اختلالات
آتش‌سوزی و قطع درختان، اختلالات اصلی در این منطقه را تشکیل می‌دهند که هر دو با فراوانی فزاینده‌ای رخ می‌دهند. شیوه‌های غیرقانونی قطع درختان، همراه با فضای سیاسی مساعدتر برای شرکت‌های چندملیتی قطع درختان، میزان چوب برداشت شده در سال را به طرز چشمگیری افزایش داده است. وقوع کاج کره‌ای در جنگل‌های غالب رو به کاهش بوده است، زیرا آتش‌سوزی‌های رایج‌تر و شدیدتر شروع به آسیب رساندن به این گونه کرده‌اند و توانایی آن را برای بازیابی محدود کرده و مناطقی را که زمانی تحت سلطه کاج کره‌ای کهنسال بودند، به جنگل‌های بلوط و توس مغولی تغییر می‌دهند. در ارتفاع بالاتر از ۷۰۰ تا ۸۰۰ متر، نوع جنگل از پهن‌برگ به مخروطی تغییر می‌کند که تحت سلطه صنوبر جزو و صنوبر منچوری است. هر چه به سمت شمال بیشتر باشیم، شیب ارتفاعی با افزایش عرض جغرافیایی کاهش می‌یابد و در نتیجه جنگل‌های مخروطی در سطح دریا در عرض جغرافیایی ۴۷ درجه شمالی ایجاد می‌شوند.

## حفاظت
در دوران کنترل اتحاد جماهیر شوروی، استراتژی‌های حفاظتی بر ایجاد و شبکه‌ای از ذخایر طبیعی کاملاً محافظت‌شده، به نام زاپوودنیک و پناهگاه‌های حیات وحش نیمه‌حفاظت‌شده، به نام زاکازنیک، متمرکز بودند. این استراتژی‌های حفاظتی تا حد زیادی موفق و به خوبی نگهداری شدند، زیرا ۸۵ زاپوودنیک و ۲۶ پارک ملی پس از سقوط اتحاد جماهیر شوروی در دسامبر ۱۹۹۱ تحت کنترل روسیه باقی ماندند. پس از فروپاشی، دوره‌ای از مشکلات اقتصادی در روسیه آغاز شد که منجر به کاهش بودجه حفاظت و افزایش قطع درختان و شکار غیرقانونی شد و تردیدهای جدی در مورد قابلیت حیات مناطق حفاظت‌شده و گونه‌های نادر و بومی بسیاری که در آنها وجود دارد، ایجاد کرد.

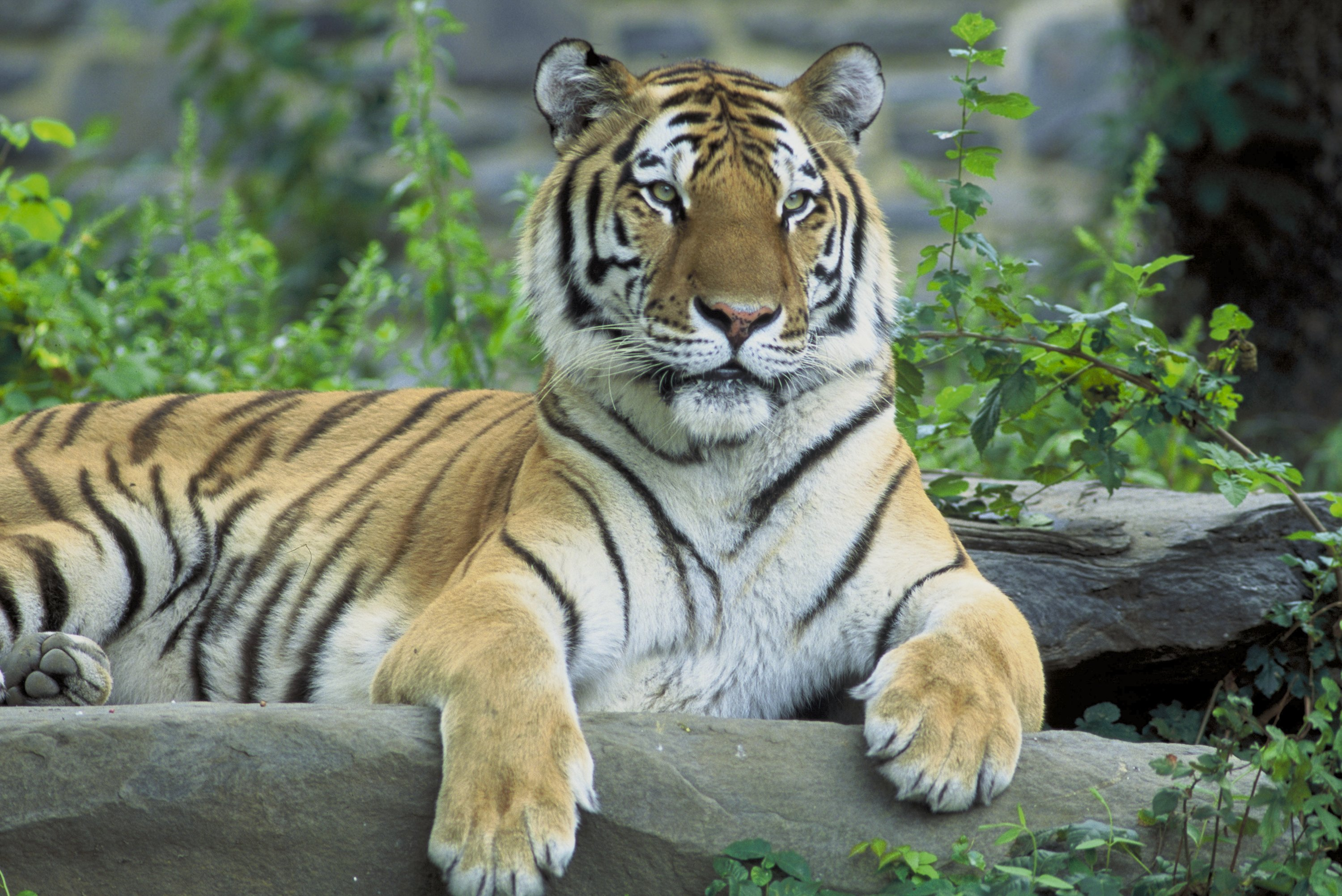
ببر آمور (سیبری)

سیاست‌های حفاظتی از کنترل فدرال به سطح منطقه‌ای کاهش یافته است که چالش‌هایی در زمینه بودجه و اجرا ایجاد می‌کند، اما همچنین امکان رویکردی مردمی‌تر و از پایین به بالا به حفاظت را فراهم می‌کند که علیرغم چالش‌ها، موفقیت‌هایی را نیز به همراه داشته است. بخش عمده‌ای از بودجه اخیر برای مطالعات حفاظتی و اجرای قوانین از سوی خیرین و سازمان‌هایی در ایالات متحده تأمین می‌شود، جایی که سرمایه‌گذاری در حفاظت از تنوع زیستی در خاور دور روسیه به عنوان یک سرمایه‌گذاری اقتصادی خوب تلقی می‌شود. در سطح گونه، کاج کره‌ای نوعی چوب بسیار ارزشمند است و اگرچه قطع این گونه محدود شده است، اما به دلیل عدم اجرای قوانین، شیوه‌های غیرقانونی قطع درختان رونق دارد. جنگل‌های کاج کره همچنین بیشترین توجه را در مورد طرفداران حفاظت از محیط زیست به خود جلب می‌کنند، زیرا مشخص شده است که بیشترین تراکم ببرها و طعمه‌های آنها را دارند. به همین دلیل، به نظر می‌رسد که طول عمر جنگل‌های بارانی معتدل در خاور دور روسیه به احتمال زیاد به موفقیت تلاش‌های حفاظت از زیستگاه برای گونه‌های در معرض خطر موجود در آنجا، به ویژه ببر آمور، بستگی دارد.